# Emanuele d'Astorga
Emanuele d'Astorga, plným jménem Emanuele Gioacchino Cesare baron Rincón d'Astorga, (20. března 1680 Augusta – 1757? Madrid) byl italský barokní skladatel.

## Život
Emanuele d'Astorga byl člen šlechtické rodiny Rincón d'Astorga, původně pocházející ze Španělska, která se na počátku 17. století usadila na Sicílii. Rodina po zemětřesení roku 1693 přesídlila do Palerma. Nedlouho poté byl Emanuelův otec Francesco d'Astorga zbaven šlechtictví a s tím spojených práv, protože se pokoušel zavraždit svou manželku. Teprve roku 1702 získal otec titul i práva zpět a roku 1706 byl jmenován palermským senátorem.
Emanuele d'Astorga vystoupil jako skladatel poprvé roku 1698, kdy byla jeho opera „La moglie nemica“ (Nepřítelkyně) soukromě provedena v domě šlechtické rodiny Lucchese. Astorga přitom vstupoval sám jako zpěvák.
Roku 1708 opustil Palermo pro rodinné spory a od té doby vedl nestálý potulný život. Nejprve se odebral do Říma, kde se zdržoval v kruhu španělského vyslance barona Ucedy. V této společnosti se seznámil s básníkem jménem Nicolò Sebastiano Biancardi, který publikoval pod pseudonymem Domenico Lalli a pro Astorgu napsal řadu textů kantát.
Společně s Lallim se Astorga roku 1709 odebral do Janova. Protože trpěl nedostatkem peněz, zamýšlel svou majetkovou situaci vylepšit provedením opery a složil k tomuto účelu „Dafni“. Následně se Astorga a Lalli zdržovali v Mantově a Benátkách.
Koncem roku 1709 a začátkem roku 1710 pobýval Astorga ve Španělsku, kam jej pozval následník trůnu Karel (později císař Karel VI.), na nějž učinila značný dojem opera „Dafni“.
Roku 1712 je doložen Astorgův pobyt ve Vídni, kde pobíral čestný plat od císaře Josefa I. Přesto se zadlužil, a proto z města roku 1714 uprchl.
Roku 1715 se vrátil do Palerma, kde se roku 1717 oženil s Emanuelou Guzzardi (* kolem 1702). V letech 1717/18 byl Astorga palermským senátorem, mezi lety 1718 a 1720 působil jako guvernér Ospedale degli Incussabili.
Proti výplatě doživotní renty zanechal roku 1721 požívání svých pozemků manželce a opustil Sicílii; roku 1744 byly zadlužené Astorgovy statky prodány jeho ženou a sestrou. Roku 1723 se zdržoval v Lisabonu, kde roku 1726 nechal vytisknout sbírku kantát. Poslední datovaný Astorgův rukopis pochází z roku 1731. O jeho pozdějším životě a smrti existuje řada legend, ale žádné spolehlivé údaje. Podle jednoho rukopisu ze Santiniovy sbírky v Münsteru zemřel Emanuele d'Astorga roku 1757 v Madridu.
Popularitu Astorgova díla v českých zemích podporovaly pověsti o skladatelově úzkém vztahu k Čechám. Podle pověstí měl dožít jako mnich v minoritském klášteře sv. Jakuba na Starém Městě pražském anebo na některém ze statků rodiny Kinských, s nimiž prý byl úzce spřízněn. Rozšířená byla rovněž pověst, že zemřel roku 1736 na zámku v Roudnici jako host knížete Lobkovice, která svého času pronikla i do Encyclopædie Britanniky.

## Hudební typ
Astorga nikdy neměl žádné stálé hudebnické místo a považoval se sám vzhledem ke svému šlechtickému původu nikoli za hudebníka z povolání, ale za amatéra, který komponuje pro své vlastní potěšení. Tomu odpovídá skutečnost, že většina z jeho dochovaných děl jsou komorní kantáty pro jeden nebo více zpěvních hlasů s doprovodem basso continuo, tedy hudební žánr, který byl v té době velmi oblíbený pro domácí muzicírování ve šlechtických kruzích. Tyto kantáty mají většinou formu recitativ-árie-recitativ-árie anebo árie-recitativ-árie a stylisticky se pohybují v tradici Alessandra Scarlatiho. Mezi početnými komponujícími amatéry své doby Astorga vyniká velkou řemeslnou obratností, v níž je zcela srovnatelný s profesionálními hudebníky. Jeho hudba dále vykazuje velké nadání pro melodickou vynalézavost a pevné využití skladebných prostředků ve smyslu učení o afektech. Od jiných skladatelů, kteří sledovali stejnou tradici, se jeho díla ale stylisticky neliší natolik, aby bylo možné mu v nejistých případech připsat zachovaná anonymní díla. Astorgova jediná známá duchovní skladba, Stabat mater v c moll, se až do konce 19. století těšila velké oblibě. H. Volkmann podle stylu určuje dobu jejího vzniku na léta 1707-1708, první doložené provedení bylo v Society of Antient Musick v Oxfordu roku 1753.
Johann Adolf Scheibe v Critischer Musicus roku 1745 našel pro Astorgovo dílo tato slova chvály:
„Co mohu říci o Marcellovi, slavném benátském rytíři, o hraběti Astorgovi, o starším Contim a dalších? Zajisté byla jemnost vkusu těchto mužů téměř bez nejmenší chybičky.“

## Dílo
- 208 rukopisných komorních kantát pro zpěvní hlas a basso continuo
- Cantadas humanas a solo, dvanáct komorních kantát pro zpěvní hlas a basso continuo (Lisabon 1726)
- Presso i momenti estremi, komorní kantáta pro zpěvní hlas a tříhlasý smyčcový orchestr
- E pur Cesare ha vinto, komorní kantáta pro zpěvní hlas a čtyřhlasý smyčcový orchestr
- Antri spelanche, komorní kantáta pro zpěvní hlas, basso continuo a obligátní violoncello
- Sedm komorních duet po dva zpěvní hlasy a basso continuo
- Caro tu patri, komorní duet pro dva zpěvní hlasy a čtyřhlasý smyčcový orchestr
- Stabat mater v c moll pro sóla, sbor, orchestr a varhany (1707?)
- La moglie nemica, opera (premiéra v Palermu 1698, dochovalo se pouze libreto)
- Dafni, opera (premiéra v Janově 1709, dochovalo se pouze libreto a 1. dějství)

## Vznik legendy
Rušný život Emanuela d'Astorgy dal v pozdější době vznik květnatým legendám. Známa je mezi jinými historka, že Astorgův otec byl údajně roku 1701 sťat pro účast na povstání. Jeho žena a syn byli donuceni popravě přihlížet, načež Emanuele upadl do těžké trudnomyslnosti a jeho matka zemřela hrůzou. Podle jiného vyprávění nastoupil Astorga roku 1703 do služby u vévody z Parmy, zamiloval se do Elisabetty Farnese a byl proto propuštěn.
Z těchto legend sestavil hudební spisovatel Friedrich Rochlitz roku 1825 celý román, který po celé 19. století určoval obraz skladatele. Jedním z produktů této recepce je i opera „Astorga“ Johanna Josefa Aberta, napsaná v roce 1866, v níž je citována i Astorgova Stabat mater. Teprve ve 20. století očistila věcně fundovaná monografie Hanse Volkmanna Astorgovu osobnost od legendárního nánosu, přesto řada smyšlenek dosud žije.